# Hermann Muthesius
Adam Gottlieb Hermann Muthesius (20 de abril de 1861-29 de octubre de 1927), conocido como Hermann Muthesius, fue un arquitecto, escritor y diplomático alemán, racionalista a ultranza, crítico vehemente del Art Nouveau. Quizá por lo que es más conocido es por promover muchas de las ideas del movimiento británico Arts and Crafts en Alemania. Fue uno de los fundadores del movimiento Deutsche Werkbund, junto con Peter Behrens. Este movimiento fue precursor de lo que sería la Bauhaus.

## Vida y carrera

### Primeros años
Muthesius nació en 1861 en el pueblo de Gross Neuhausen cerca de Erfurt y recibió su primera formación de su padre, que era constructor. Después de pasar el servicio militar y dedicar dos años al estudio de la filosofía e historia del arte en la Universidad Federico Guillermo en Berlín, entró a estudiar arquitectura en el Colegio Técnico de Charlottenburg en 1883, al tiempo que seguía trabajando en la oficina del arquitecto del Reichstag Paul Wallot.
Al acabar sus estudios, Muthesius pasó tres años en Tokio como empleado de una firma de construcción alemana, donde vio acabado su primer edificio, una iglesia evangélica alemana, y viajó ampliamente por Asia. Regresó a Alemania en 1891 donde pasó épocas trabajando como un arquitecto público y como editor de un periódico de la construcción. 

### Londres
En 1896 Hermann Muthesius fue enviado por el gobierno prusiano a Inglaterra. Su misión era estudiar los movimientos artísticos de este país, entonces muy influyentes, era un espía del gusto. 
En 1896 le ofrecieron a Muthesius un cargo como agregado cultural en la embajada alemana en Londres, desde donde debía estudiar las formas británicas de hacer las cosas. Dedicó sus siguientes seis años a investigar la arquitectura residencial y el estilo de vida y diseño domésticos, acabando con un informe en tres volúmenes publicado como "Das Englishe Haus". Aunque trataba temas de todos los niveles, le interesaron en particular la filosofía y la práctica del movimiento inglés Arts and Crafts, cuyo énfasis en la función, modestia, individualidad y honestidad con los materiales veía como una alternativa al ostentoso historicismo y obsesión con la ornamentación en la arquitectura decimonónica alemana; igualmente, veía que era un significativo beneficio económico para la nación los esfuerzos de aportar un sentido artesano al diseño industrial. Visitó Glasgow para investigar el innovador trabajo de la Escuela de Glasgow ejemplificada por los diseños de Charles Rennie Mackintosh.
Además de sus informes oficiales, Muthesius desarrolló también una carrera como autor, comunicando sus ideas y observaciones en una influyente serie de libros y artículos que hicieron de él una figura cultural significativa en Alemania, lo que culminó en su obra más famosa Das englische Haus ("'La casa inglesa"), publicada en 1904. Escribió sobre los salones de té Willow para un número de Dekorative Kunst publicado en 1905 casi totalmente dedicado a Una sala de té Mackintosh en Glasgow, diciendo que «Hoy cualquier visitante de Glasgow puede descansar en el salón de té de Miss Cranston y por unos pocos peniques beber un té, desayunar y soñar que se encuentra en la tierra de las hadas». Al mismo tiempo, lamentó la lucha sin recompensa de Makintosh por «sostener la bandera de la Belleza en esta densa jungla de fealdad».
Sus propuestas fueron aceptadas y, tomándolas como base, en las Escuelas de Artes y Oficios se implantaron talleres; además se llamó a artistas de vanguardia como profesores. Peter Behrens fue directamente encargado de reformar la Academia de Düsseldorf, Hans Poelzig la de Breslau, Bruno Paulla de la Escuela Superior de Berlín, Otto Pankok la Escuela de Artes y Oficios de Stuttgart, Henry van de Velde tuvo a su cargo Weimar.

### El «Asunto Muthesius» y el Deutscher Werkbund
Muthesius regresó a Alemania en 1904 y se estableció como arquitecto particular, al tiempo que mantenía su cargo como asesor oficial del gobierno de Prusia. Durante las siguientes dos décadas diseñó una serie de casas por todo lo largo y ancho de Alemania, dibujando y cimentando los principios y las prácticas expuestas en su famoso libro.
Para entonces, Muthesius era ampliamente reconocido como un admirador de la cultura inglesa, pero esto llevó también a acusaciones abiertas sobre su lealtad dividida. En 1907 Muthesius era el inspector de la Junta Superior Prusiana para las Escuelas de Artes y Oficios, cuando impartió una conferencia en la que condenaba el historicismo de las artes e industrias alemanas. Fue la polémica causada por esta conferencia la que le impulsó a crear la Deutsche Werkbund. En efecto, la Fachverband für die wirtschaftlichen Interessen des Kunstgewerbes ("Asociación para los intereses económicos del Arte y la artesanía") le acusó de criticar la calidad de los productos industriales alemanes en una conferencia dada en Berlín. Como resultado se produjo una controversia que hizo que varios diseñadores e industriales importantes se apartaran de la asociación y crearan la Deutscher Werkbund, dirigida expresamente a obtener unos estándares de diseño de la más alta calidad dentro de la producción masiva.
Lo que Muthesius pretendía para el arte prusiano era un nuevo estilo ante el mecanicismo, la llamada  Era de la Máquina implantando en el arte inglés los principios que había aprendido en su viaje a Inglaterra, influido sobre todo por William Morris, fundador del movimiento Arts & Crafts. Sin embargo, su evolución le llevó a acabar por repudiar a quienes más lo defendieron, acusándolos, de importar un estilo foráneo. 
El Deutscher Werkbund ejerció una gran influencia en las primeras fases de la carrera de Le Corbusier, Walter Gropius y Mies van der Rohe, pero aunque Muthesius fue en muchos sentidos su padre espiritual y sirvió como presidente desde 1910 hasta 1916, sentía poca inclinación hacia el emergente primer modernismo, considerando que tanto el Art Nouveau como los diseños posteriores de la Bauhaus eran estilos tan superficiales como los del siglo XIX.
Muthesius fue uno de los principales arquitectos que construyó la primera «Ciudad Jardín» alemana, Hellerau, un suburbio de Dresde, fundada en 1909. Su fundación se encuentra también muy relacionada con las actividades de la Deutscher Werkbund.

### Carrera posterior
Muthesius continuó diseñando casas y escribiendo sobre arquitectura doméstica hasta 1927, año en que murió en un accidente de tránsito después de una visita a Berlín.

## Principales obras
- Casa Bernhard, Berlín-Wilmersdorf, (1906)
- Casa Cramer, Berlín-Zehlendorf, (1913)

## Principales publicaciones
- Stilarchitektur und Baukunst ("La arquitectura del estilo y el arte de la construcción") (1902)
- Das englischer Haus ("La casa inglesa") (1904)
- Wie baue ich mein Haus ("Cómo construí mi casa") (1915)